# 仙台フォーラス
仙台フォーラス（せんだいフォーラス、Sendai Forus）は、宮城県仙台市青葉区一番町にあるショッピングセンターである。イオングループのファッションビル「フォーラス」の第1号店として1984年（昭和59年）に開業した。
2024年（令和6年）3月1日より、建物の老朽化に伴う調査のため長期休業中である。

## 概要
地下3階、地上8階のビル全体を指して一般に「仙台フォーラス」と呼ばれているが、このビルの地下1階から地上8階を区分所有してイオンリテール株式会社が開発し、株式会社OPAが運営を行っているのが仙台フォーラスであり、残りの部分は仙台観光㈱が区分所有する一番町センカンプラザとなっている。1つのビル内にあっても、営業時間の違いなどから、仙台フォーラス部分とそれ以外の部分の動線は分離されている。
以下、ビル全体を指す場合は括弧付きの「仙台フォーラス」、OPA分に限る場合は括弧なしとする。
「仙台フォーラス」は、仙台市都心部の中心商店街「一番町」（歩行者専用道路のアーケード街）に位置するファッションビルである。ビルの一番町側入口付近は待ち合わせ場所としても著名であり、「フォーラス前」または略して「ラス前」と呼ばれる。また、ビルのぶらんどーむ一番町側は、近年ブランド街として変化を遂げ、藤崎までの間に数々の有名ブランド店が並ぶほか、土日の歩行者の数は5万人/日以上で、市内では最も歩行者数が多い。
「仙台フォーラス」から直近の仙台西道路に近い「広瀬通一番町」バス停には多くの高速バスが発着するため、山形市や福島市といった南東北はもとより東北地方各地からの「仙台フォーラス」への交通アクセスは飛躍的に向上した。このため、「仙台フォーラス」における来訪者の県外客比率は平日17%、土日30%を占めるに至っている。

## 店内構成

### 仙台フォーラス
150の専門店のうち、半数以上がフォーラスによって運営されているが、フォーラス以外の事業者による専門店も出店している。以下、主なテナントを列挙する。
| 階      | 分類                                               | 主な店舗（過去含む） |
| ------- | -------------------------------------------------- | --- |
| 8階     | ガールズガーデン                                   | - アナップ（レディース・キッズ） - アリン - ココルル（レディース・メンズ） - ゴージ - サンキューマート - スワロウテイル - ファン - ヴイジーピンクミックス - ベイビークラブ - ペーサー - ヴィレッジヴァンガード - EXPG STUDIO SENDAI                                                                                      |
| 7階     | ゴシック＆ロリータ＆スポーツ service・culture・art | - アリス アンド ザ パイレーツ - アンジェリックプリティ - ケラショップ マリア - ゼクシィ相談カウンター - ドクターマーチン - ベイビー,ザ スターズ シャイン ブライト - マッシュマニア - ムラサキスポーツ - リトルハーツ - ルアーヴル - イーブン/ターンアナザーラウンド - ポケ堂仙台店 - エイブル・アート・ジャパン          |
| 6階     | メンズカジュアル・culture                          | - アヴァランチ ゴールド＆ジュエリー - コール＆レスポンス - コムサコミューン - サフィール - ジャックローズ - セレクトライブ - TK タケオキクチ - ディールデザイン - ニコルクラブ フォーメン - フーガ - ポポンデッタ - ミダス - リムーブ - ルパート - ワイルドパーティー - フレスト バイ サフィール - Rakuuu - アングゥ     |
| 5階     | メンズクロージング                                 | - カスタムカルチャー／291295オム - コムサメン プラチナ - シュリセル - テット オム - トルネードマート - ドラゴン ヘッド - ネオン バイ ハルプ - ノーアイディー - ブラックレーベル・クレストブリッジ - ミスターモストマブ - ムッシュニコル - メンズビギ リミテッド - レミネンス                                             |
| 4階     | レディーズカジュアル                               | - アズ ノゥ アズ ピンキー - アンティローザ - ブルーブルーエ - 振袖いちばん館 - ＦＯＲＥＶＥＲ２１ - マジェスティックレゴン - ゆかたSHOPいちばん館 - ラヴサックス - moga moga |
| 3階     | トレンドミックス＆ビューティー＆インテリア雑貨     | - RNAメディア ダブルコロン - アングリッド - サボ.ラボ. プロデュース バイ ユーロプランツスタジオ - デュラス アンビエント - ネイルズユニーク エルエー - ミーア - ムルーア - ロイヤルパーティー - クラッシュゲート センダイ - トゥーマッチトゥーマッチ - ファスト アイラッシュ - マイルピア - KPOP GOODS＆CD オシパラダイス |
| 2階     | トレンドミックス＆カフェ                           | - ギルドプライム - コスメームナチュレル - ゴム - サブリナ ティー リーフ＆コーヒー カフェ - シープス - シークレシー - スターバックスコーヒー |
| 1階     | インターナショナルファッション＆グッズ             | - アナスイ - A.P.C - イル ビゾンテ - カバン ド ズッカ - コム デ ギャルソン - サマンサ タバサ プチチョイス - シーバイクロエ - ツモリチサト - デスペラード マス - ヴィヴィアン・ウエストウッド レッドレーベル - マリメッコ - ４℃ - ヴィヴィアン・ウエストウッド マン - ビクトリノックス                                    |
| 地下1階 | ラスチカ                                           | - エイチ・アイ・エス（旅行代理店） - キュビタス（スイーツ） - クラッシュゲート（インテリア雑貨・家具） - ザ ゲストショップ - ストアマイフィールド（インテリア雑貨） - トゥデイズライフ（本・雑貨） - ナバル - ハコアダイレクトストア - フェデリセコンド（ソファ専門店） - メリールー（服飾雑貨）                         |
| 地下2階 | カルチャーストリート                               | - カラオケマック（カラオケボックス） - SENDAI CLUB JUNK BOX （ライブハウス） - シューティングバーヘブンズロックフィールド - 北京餃子 |

## 沿革

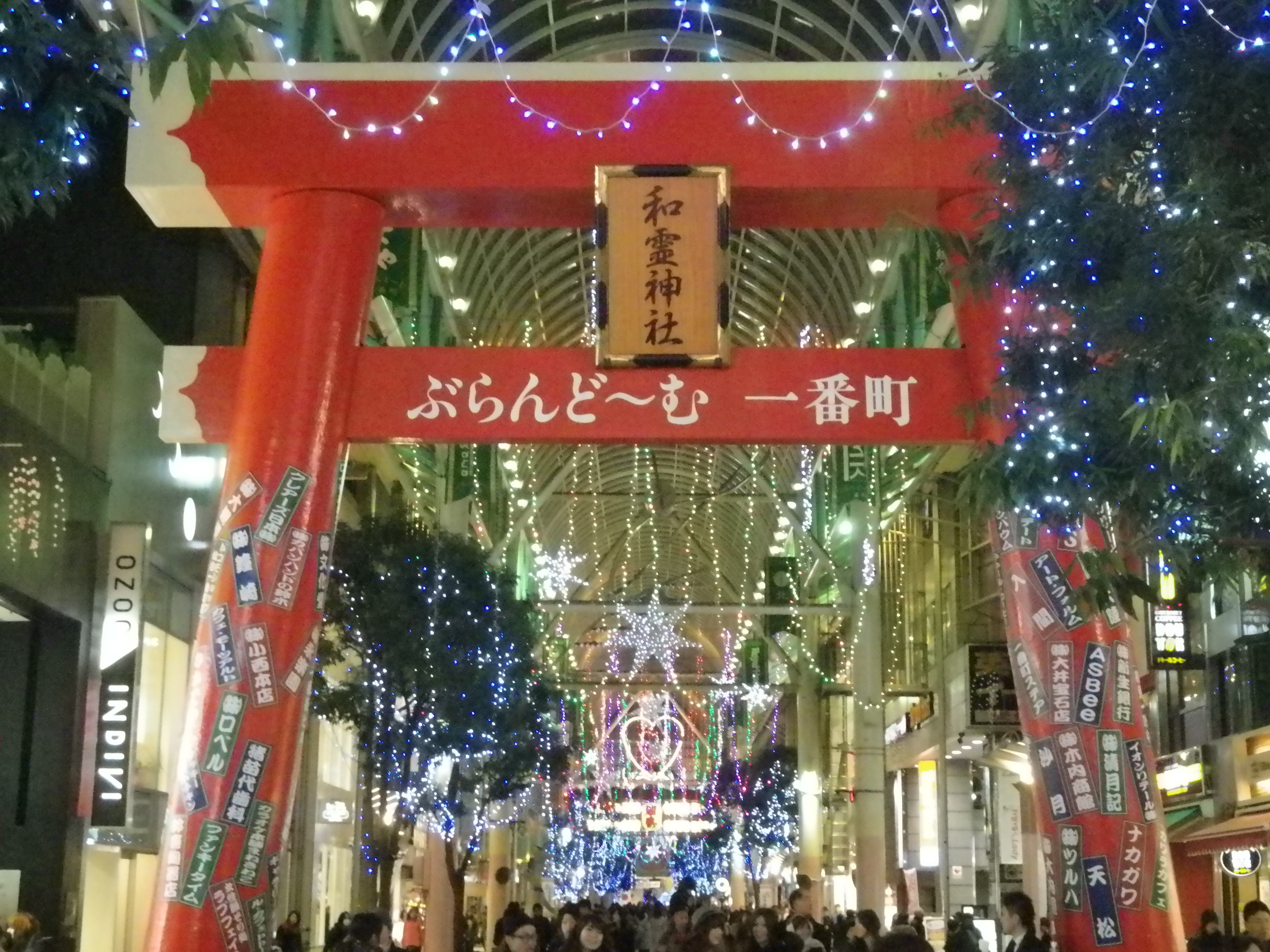
例年12月になると、仙台フォーラス屋上にある和霊神社の仮設の鳥居がぶらんどむ一番町に設置される（2012年12月撮影）。この時期のぶらんどむ一番町は、クリスマス・イルミネーションや仙台初売りの仙台四郎の幟も飾られ、キリスト教・神道・民間信仰が同居する。

昭和40年代における仙台市都心部の総合スーパー（GMS）には、仙台駅西口のエンドーチェーン仙台駅前店（現：EBeanS）や、一番町四丁目商店街の長崎屋があった。このほか、当時都心部に店舗を構えていた百貨店には、仙台三越・藤崎・丸光（さくら野百貨店仙台店を経て経営破綻）・十字屋・緑屋（現在は2ヶ所とも閉店）があり、1972年（昭和47年）には丸光が増床していた。
1975年（昭和50年）、ジャスコとダイエーが相次いで都心部に開店し、GMS間の顧客争奪戦が始まった。ジャスコ仙台店は、一番町一番街商店街（現在のぶらんどーむ一番町）沿いの、「仙台日活劇場」（映画館）や花屋などがあった区画を再開発して建設された地下3階、地上8階のビルに出店した。他方ダイエー仙台店（後のイオン仙台店、現在は閉店）は、中央2丁目の中央通り・東二番丁・青葉通・東三番丁に囲まれたブロックにある読売仙台ビル新伝馬町中央通りビルに出店した。
1977年（昭和52年）に仙台駅の新駅舎が完成すると、翌年には隣接地にファッションビルのエスパル仙台が開業した。加えて、1983年（昭和58年）には、緑屋閉店と交換条件にファッションビルのams西武（仙台駅前開発ビル、現在はロフトなどが入居）がS-PALの斜向かいに開店した。この時分には若者の間で「DCブランドブーム」が広がり、また時は折しも、西武流通グループのパルコに代表されるファッションビルが全盛の時代に入っていた。
こうした渦中にあって、ジャスコ仙台店は数次にわたる改装をおこなったものの、業績が向上しなかった。ジャスコは当時、繁華街に立地し十分な駐車場を確保できない多層階のGMSについては、業態転換も選択肢の一つとして検討に入っていた。そこでジャスコは、仙台店を1984年（昭和59年）に若者を顧客ターゲットにしたファッションビル「フォーラス」に業態転換した。
「フォーラス」は、ジャスコ時代から流行を先取りしたテナントの入れ替えやフロア構成を行ってきた。『サタデー・ナイト・フィーバー』（1977年）の大ヒット以降のディスコブームの時期にはディスコが入り、1982年（昭和57年）にはアミューズ（芸能事務所）がライブハウス「モーニングムーン」を設置し、「フォーラス」化後も1980年代半ばからのカラオケブームの際にはカラオケボックスが入り、映画『ハスラー2』（1986年）以降のビリヤードブーム時代には、プールバーの「ロサンゼルスクラブ」が広い面積を占め、1990年代にはスタジオ「モーニングムーン」から仙台放送「夕やけTV編集局」が生放送されて仙台のお笑いのメッカとなった。
2000年代に入り、仙台 - 福島線を端緒として仙台発着の高速バスが東北地方に張り巡らされると、高速バスの停留所（広瀬通一番町）に隣接する「フォーラス」は各地から集まる若者を取り込むようになり、県外客は平日17%、土日30%、仙台市以外の宮城県内客は平日19%、土日22%と、週末は過半数が仙台市外からの来客で占められるようになった。
仙台・宮城デスティネーションキャンペーン（2008年10月1日-12月31日）に向けて、仙台駅前にS-PAL IIと仙台パルコ、郊外に三井アウトレットパーク 仙台港、仙台泉プレミアム・アウトレットおよび泉パークタウン タピオと立て続けに大型店が開店すると、大幅な店子の入れ替えと店内改装に加え、フォーラスに業態転換してから初めてとなるロゴマークの変更と外観の改装も行った。店子の入れ替えでは、従来EBeanSが得意としてきたギャル系などの拡充を行い、また、2008年（平成20年）2月29日を以って丸井郡山店を閉め、東北地方から店舗を引き揚げていた丸井が5つの自社プロデュースブランドをフォーラスに出店させた。一方で、「ラス前」のぶらんどーむ一番町にてリアル・クローズを対象とするファッションショー「仙台コレクション」を開催し、人気ファッションモデルのイベントも店内で同時に開催した。加えて、仙台パルコに引き抜かれたタワーレコード跡には、仙台放送が新業態での出店するなど、競争相手が増える中で様々な仕掛けを行った。
2024年（令和6年）3月1日より、建物や設備の調査のため一時休業に入ることになった。建物は耐震工事が済んでいるものの、ジャスコ仙台店時代から築年数が48年以上経過している事、東日本大震災や2021年および2022年の福島県沖地震によって設備の故障・停止や建物損傷等が発生した事もあり、長期的な安全性を確保するために建物の劣化や設備調査を行うとしている。閉館や建て替えは予定していないものの、調査結果を受けて今後の工事を決めるため、「フォーラス」の名称の継続を含め、営業再開時期は未定としている。当店の休業により、金沢フォーラス（石川県金沢市）が唯一のフォーラス営業店舗となる。

### 年表
「仙台フォーラス」以外の動きは小文字で記載。「仙台フォーラス」がある場所（1970年の住居表示施行前の住所は仙台市東一番丁28）には、明治時代から集客施設が存在し続けており、「ジャスコ仙台店」も「仙台フォーラス」もその流れを継いでいる。
前史
- 1885年（明治18年）2月 - 桜ヶ岡公園（現西公園）にあった「吉岡座」（1873年開業）が、仙台区東一番丁28（現在の「仙台フォーラス」の場所）に移築され「松島座」と改称。芝居小屋として開座。
- 1897年（明治30年）9月 - 活動写真興行開始。
- 1912年（明治45年）3月13日 - 「Mパテー館」に改称。映画専門館となる。
- 1919年（大正8年）7月 - 「松島座」に改称。歌舞伎興行座となる。
- 1924年（大正13年）12月30日 - 火災で焼失。
- 1925年（大正14年）12月 - 「日活パテー館」（日活映画上映館）として再建。
- 1932年（昭和7年）12月 - 「仙台日活館」に改称。椅子席が仙台で初めて設置される。
- 1939年（昭和14年）頃 - 「末松チェーン」直営となる。
- 1945年（昭和20年）7月10日 - 仙台空襲で焼失。
- 1946年（昭和21年）12月 - 「仙台日活劇場」として再建。
- 1954年（昭和29年） - 一番町一番街商店街に初代アーケードが完成。
- 1970年（昭和45年）2月1日 - 住居表示施行により、住所が東一番丁から一番町3丁目となる[8][9]。
- 1971年（昭和46年） - 「仙台日活劇場」閉館。周辺の店舗と共に再開発開始。
- 1972年（昭和47年） - 一番町一番街商店街に2代目アーケードが完成。全面歩行者天国化。

ジャスコ時代
- 1975年（昭和50年）5月2日 - ジャスコ仙台店開業[10]（「仙台日活劇場」などの跡地）。
- 1979年（昭和54年） - 一番町一番街商店街が歩行者専用道路化。カラー舗装などを施し、買い物公園となる。
- 1982年（昭和57年） - ライブハウス「モーニングムーン」がオープン[11]。

フォーラス時代
- 1984年（昭和59年）11月1日 - 仙台フォーラス開業[12]（ジャスコ仙台店からの業態転換。フォーラス1号店）。
- 1993年（平成5年） - 一番町一番街商店街に旧車道部分にも天蓋がかかる3代目アーケードが完成。名称を「ぶらんどーむ一番町」とする。
- 1994年（平成6年）10月 - スタジオ「モーニングムーン」から仙台放送『夕やけTV編集局』が生放送開始（1996年11月まで）。
- 2008年（平成20年）
  - 春 - イオングループが「仙台フォーラス」の南東隣接地にある民間駐車場を購入し、開業以来初めて自前の駐車場を得た。今後、同ブロック内の隣接地の地権者との間で共同で再開発ビルを建て、フォーラスを増床するのか注目されている[13]。

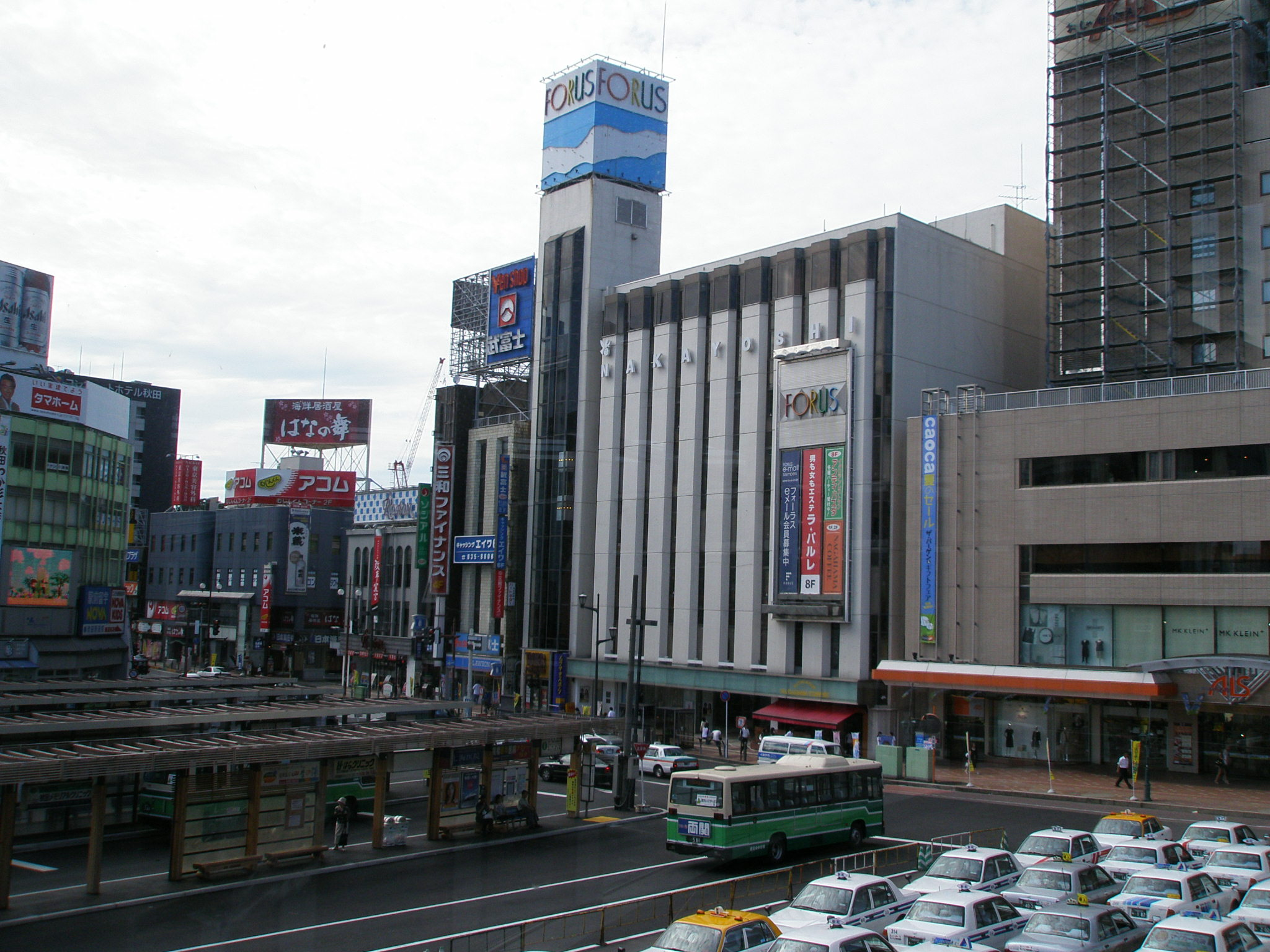
以前のロゴマーク（写真は秋田フォーラス）

- ロゴマークをFORuS[14]からFORUSに変更（5色の色分けから単色に変更。小文字を大きくしたuから大文字のUに変更）。さらに、図案化した「F」を追加。
  - 夏 - ぶらんどーむ一番町がアーケードを大規模に補修。
  - 8月21日 - リニューアルオープン。丸井プロデュースの5店舗も入居。因みに、丸井プロデュースブランドは、フォーラスの他に泉パークタウン タピオにも出店し、マルイアウトレットストアは三井アウトレットパーク 仙台港と仙台泉プレミアム・アウトレットにも出店している。
  - 10月17日 - 19日 - 仙台コレクションをぶらんどーむ一番町側入口前で開催。
  - 12月4日 - 仙台放送が「サンプルスクエア」を出店。フリーペーパーの「めざましマガジン仙台版」およびミニ情報番組『MiMiよりマーケット』などでメディアミックス展開を行う。
- 2015年（平成27年）6月19日 - 9月23日 - 屋上ビアガーデンが初めて開設[15]。
- 2016年（平成28年）12月16日 - 地下1階を「RUSCIKA（ラスチカ）」をコンセプトとしたフロアとしてリニューアル[16]。
- 2024年（令和6年）2月29日 - 長期休業前最後の営業日[1][2]。

### かつて存在した店
地上階
- タワーレコード（仙台シャルから移転してきた。2008年8月23日に仙台パルコに移転[17]）
- モーニングムーン（ライブハウス[※ 6]）
- ロサンゼルス・クラブ（プールバー）
- プレイランド（ジャスコ開店時から7階にあった。500坪。カトウ製作所[18]）
- サンクホール（ライブハウス。7階にあった）
- 金港堂ブックセンター（書店）
- たこやきカフェ
- キーウエストクラブ
- ビッグシェフ
- 仙台総合行政相談室
- 田園詩
- 鉄板焼然
- キリン堂
- あるでん亭（パスタ店）
- ハマノレコード
- カフェ&レストラン スタンドオフ
- VANILLA INCENSE LABO（レディース）
- 仙台市営バス・一番町乗車券発売所（1階の広瀬通一番町停留所前）

地下1階
- R&E
- アディクション
- アクアリップ
- エスペランサ
- エゴイスト
- ガールズミニョン
- グラッドニュース
- スライ
- ダチュラ
- デュラス
- デイライル ノアール
- バックスストア
- マウジー
- ラヴィジュール
- リエンダ
- リップサービス

地下2階
- レッドパロット（ディスコ）→ ラ・レジオン（ディスコ）→ レジオR（カラオケ）→カラオケ時遊館（カラオケ） ※現在はカラオケマックが入居

地下3階
- うおや一丁（居酒屋）